# 고치 대학
고치 대학(일본어: 高知大学, Kochi University)은 일본의 국립 대학이다.
대학 본부는 고치현 고치시에 있다.

## 연혁
고치 대학은 1949년에 고치 고등학교(高知高等學校), 고치 사범학교(高知師範學校), 고치 청년 사범학교(高知靑年師範學校)를 통합해 설립되었다.
- 1949년 고치 대학 발족 (문리학부, 교육학부, 농학부).
- 1977년 문리학부를 개조: 인문학부, 이학부.
- 2003년 고치 의과대학을 통합. 의학부를 설치.

이하, 통합된 구 학교들의 연혁이다.

### 고치 고등학교
- 1922년 8월 고치 고등학교 설립.
- 1923년 4월 개교.
- 1945년 7월 전쟁으로 인해 교사를 소실.
- 1949년 5월 고치 대학 문리학부가 됨.

### 고치 사범학교
- 1874년 2월 고치현이 도야학사(陶冶學舍)를 설립.
- 1875년 10월 도야학교로 개칭.
- 1876년 10월 고치 현 사범학교(高知縣師範學校)로 개칭.
- 1886년 9월 고치 현 심상 사범학교(高知縣尋常師範學校)로 개칭.
- 1898년 4월 고치 현 사범학교로 개칭.
- 1926년 4월 남자 사범학교와 여자 사범학교를 분리.
- 1943년 4월 남자 사범학교를 여자 사범학교와 통합. 관립 고치 사범학교로 승격.
- 1945년 7월 전쟁으로 인해 교사를 소실.
- 1947년 11월 현 아사쿠라(朝倉) 캠퍼스로 이전.
- 1949년 5월 고치 대학 교육학부가 됨.

### 고치 청년 사범학교
- 1923년 3월 고치 현립 실업보습학교 교원 양성소(高知縣立實業補習學校敎員養成所) 설립.
- 1935년 4월 고치 현립 청년학교 교원 양성소(高知縣立靑年學校敎員養成所)로 개칭.
- 1944년 4월 관립 고치 청년 사범학교로 승격.
- 1949년 5월 고치 대학 교육학부와 농학부가 됨.

### 고치 의과대학
- 1976년 10월 고치 의과대학 개학.
- 1978년 4월 제1회 입학.
- 1984년 4월 대학원을 설치.
- 2003년 10월 고치 대학 의학부가 됨.

## 캠퍼스

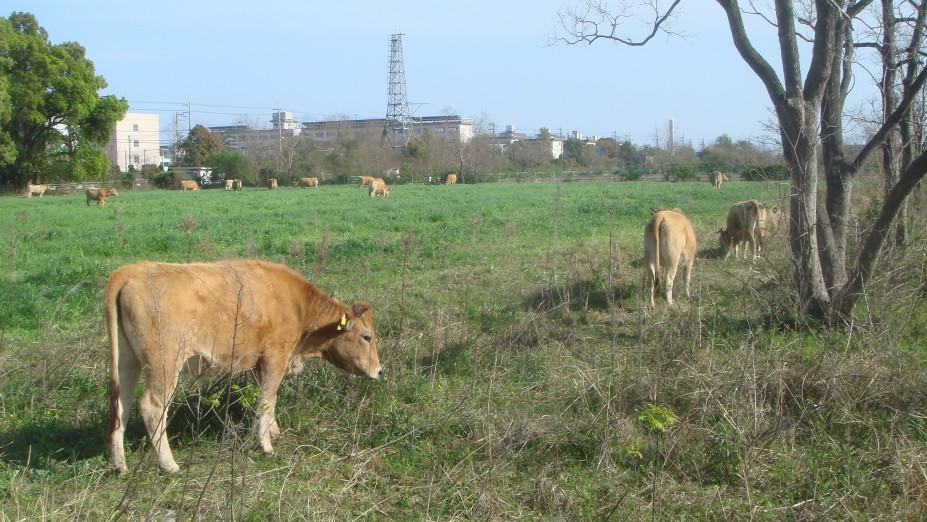
농학부 부속 농장 (모노베 캠퍼스)

- 아사쿠라(朝倉) 캠퍼스: 대학본부 캠퍼스.
- 고치현 고치시 아케보노 초(曙町) 2-5-1.
- 오코(岡豊) 캠퍼스: 의학부 캠퍼스.
- 고치 현 난코쿠시(南國市) 오코초 고하스(岡豊町小蓮).
- 모노베(物部) 캠퍼스: 농학부 캠퍼스.
- 고치 현 난코쿠 시(南國市) 모노베 오쓰(物部乙) 200.

## 조직

### 학부
- 인문학부
  - 인간문화학과
  - 국제사회 커뮤니케이션 학과
  - 사회경제학과
- 교육학부
  - 학교교육 교원양성 과정
  - 평생교육과정
- 이학부
  - 이학과
  - 응용 이학과
- 의학부
  - 의학과
  - 간호학과
- 농학부
  - 농학과

### 대학원
대학원 연구과들은 2008년에 개조되었다.
- 종합 인간자연과학 연구과(綜合人間自然科學硏究科)
  - 인문사회과학 전공 (석사 과정)
  - 교육학 전공 (석사 과정)
  - 이학 전공 (석사 과정)
  - 의과학 전공 (석사 과정)
  - 간호학 전공 (석사 과정)
  - 농학 전공 (석사 과정)
  - 응용 자연과학 전공 (박사 과정)
  - 의학 전공 (박사 과정)
  - 쿠로시오권(黑潮圈) 종합과학 전공 (박사 과정)
- 연합 농학 연구과 (박사 과정. 본부: 에히메 대학)

### 부속기관
- 종합정보 센터 (도서관)
- 의학부 부속 병원
- 종합교육 센터
- 종합연구 센터
- 국제/지역 제휴 센터
- 해양 코어(core) 종합연구 센터